# Diptera (classification phylogénétique)
Cette page a pour objet de présenter un arbre phylogénétique des Diptera (Diptères), c'est-à-dire un cladogramme mettant en lumière les relations de parenté existant entre leurs différents groupes (ou taxa), telles que les dernières analyses reconnues les proposent. Ce n'est qu'une possibilité, et les principaux débats qui subsistent au sein de la communauté scientifique sont brièvement présentés ci-dessous, avant la bibliographie.

## Arbre phylogénétique
Le cladogramme présenté ici ne possède qu'une valeur indicative. Il n'est pas forcément consensuel, et on peut toujours se référer à la bibliographie au bas de l'article.
Le symbole ▲ renvoie à la partie immédiatement supérieure de l'arbre phylogénétique du vivant. Le signe ► renvoie à la classification phylogénétique du groupe considéré. Tout nœud de l'arbre portant plus de deux branches montre une indétermination de la phylogénie interne du groupe considéré.
Les habitudes typographiques des botanistes et des zoologistes sont différentes. Ici, par commodité de lecture, et certains groupes actuels relevant des deux domaines traditionnels, les noms de taxons supérieurs au genre sont tous écrits en caractères droits, les noms de genres ou d'espèces en italiques.
À la suite d'un taxon, sa période d'apparition, quand elle est connue, peut être indiquée suivant la légende suivante :
(Plé) : Pléistocène ; (Pli) : Pliocène ; (Mio) : Miocène ; (Oli) : Oligocène ; (Éoc) : Éocène ; (Pal) : Paléocène ; (Cré) : Crétacé ; (Jur) : Jurassique ; (Tri) : Trias ; (Per) : Permien ; (Car) : Carbonifère ; (Dév) : Dévonien ; (Sil) : Silurien ; (Ord) : Ordovicien ; (Camb) : Cambrien ; (Edi) : Édiacarien. Pour plus de précision si possible, (-) : inférieur ; (~) : moyen ; (+) : supérieur.

```
▲

└─o 
Diptera

  ├─o 
Deuterophlebiidae

  └─o
    ├─o 
Nymphomyiidae

    └─o
      ├─o 
Tipulomorpha

      └─o
        ├─o
        │ ├─o 
Ptychopteridae

        │ └─o
        │   ├─o 
Psychodomorpha

        │   └─o 
Culicomorpha

        │     ├─o 
Culicoidea

        │     └─o 
Chironomoidea

        └─o 
Neodiptera

          ├─o 
Perissommatidae

          └─o
            ├─o 
Bibionomorpha

            │ ├─o 
Anisopodidae

            │ └─o
            │   ├─o
            │   │ ├─o 
Canthyloscelididae

            │   │ └─o 
Scatopsidae

            │   └─o
            │     ├─o 
Axymyiidae

            │     └─o
            │       ├─o
            │       │ ├─o 
Bibionidae

            │       │ └─o 
Pachyneuridae

            │       └─o 
Sciaroidea

            └─o 
Brachycera

              ├─o 
Orthorrhapha

              │ ├─o
              │ │ ├─o
              │ │ │ ├─o 
Nemestrinidae

              │ │ │ └─o 
Xylophagidae

              │ │ └─o 
Tabanomorpha

              │ └─o
              │   ├─o
              │   │ ├─o
              │   │ │ ├─o 
Hilarimorphidae

              │   │ │ └─o 
Acroceridae

              │   │ └─o 
Stratiomyomorpha

              │   └─o 
Asiloidea

              └─o 
Eremoneura

                ├─o 
Empidoidea

                └─o
                  ├─o 
Apystomyidae

                  └─o 
Cyclorrhapha

                    ├─o 
Platypezoidea

                    └─o
                      ├─o 
Syrphidae

                      └─o
                        ├─o 
Pipunculidae

                        └─o 
Schizophora

                          ├─o
                          │ ├─o
                          │ │ ├─o 
Odiniidae

                          │ │ └─o
                          │ │   ├─o
                          │ │   │ ├─o 
Periscelididae

                          │ │   │ └─o 
Carnidae

                          │ │   └─o
                          │ │     ├─o 
Agromyzidae

                          │ │     └─o 
Sphaeroceridae

                          │ └─o
                          │   ├─o 
Ephydroidea

                          │   └─o 
Calyptratae

                          │     ├─o 
Streblidae

                          │     └─o
                          │       ├─o
                          │       │ ├─o 
Glossinidae

                          │       │ └─o 
Hippoboscidae

                          │       └─o
                          │         ├─o 
Fanniidae

                          │         └─o
                          │           ├─o 
Muscidae

                          │           └─o
                          │             ├─o
                          │             │ ├─o 
Anthomyiidae

                          │             │ └─o 
Scathophagidae

                          │             └─o 
Oestroidea

                          └─o
                            ├─o 
Megamerinidae

                            └─o
                              ├─o
                              │ ├─o 
                              │ │ ├─o 
Chyromyidae

                              │ │ └─o
                              │ │   ├─o 
Opomyzidae

                              │ │   └─o
                              │ │     ├─o 
Acartophthalmidae

                              │ │     └─o 
Sepsidae

                              │ └─o 
Tephritoidea

                              └─o
                                ├─o
                                │ ├─o
                                │ │ ├─o
                                │ │ │ ├─o 
Inbiomyidae

                                │ │ │ └─o 
Neminidae

                                │ │ └─o
                                │ │   ├─o 
Aulacigastridae

                                │ │   └─o 
Nerioidea

                                │ └─o
                                │   ├─o
                                │   │ ├─o 
Somatiidae

                                │   │ └─o
                                │   │   ├─o 
Milichiidae

                                │   │   └─o 
Chloropidae

                                │   └─o
                                │     ├─o 
Diopsidae

                                │     └─o
                                │       ├─o 
Marginidae

                                │       └─o
                                │         ├─o 
Nannodastiidae

                                │         └─o 
Canacidae

                                └─o
                                  ├─o
                                  │ ├─o 
Tanypezidae

                                  │ └─o 
Strongylophthalmyiidae

                                  └─o
                                    ├─o
                                    │ ├─o
                                    │ │ ├─o
                                    │ │ │ ├─o 
Psilidae

                                    │ │ │ └─o 
Syringogastridae

                                    │ │ └─o
                                    │ │   ├─o
                                    │ │   │ ├─o 
Pallopteridae

                                    │ │   │ └─o 
Neurochaetidae

                                    │ │   └─o 
Clusiidae

                                    │ └─o
                                    │   ├─o 
Ropalomeridae

                                    │   └─o
                                    │     ├─o
                                    │     │ ├─o 
Xenasteiidae

                                    │     │ └─o 
Australimyzidae

                                    │     └─o
                                    │       ├─o 
Fergusoninidae

                                    │       └─o 
Asteiidae

                                    └─o
                                      ├─o
                                      │ ├─o 
Teratomyzidae

                                      │ └─o
                                      │   ├─o 
Anthomyzidae

                                      │   └─o 
Heleomyzidae

                                      └─o
                                        ├─o 
Lauxanioidea

                                        └─o 
Sciomyzoidea
```

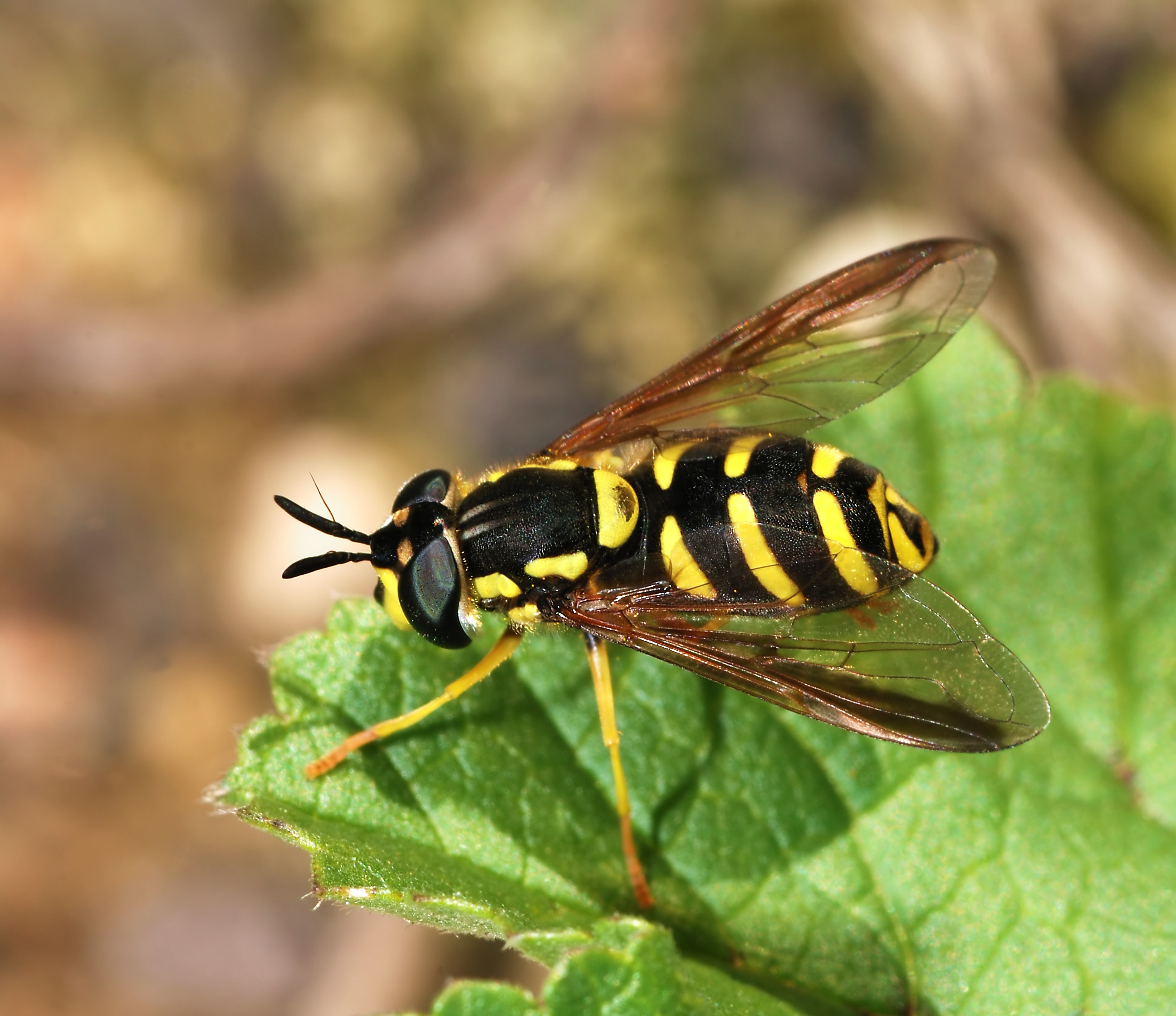
Femelle de Chrysotoxum intermedium démontrant les capacités mimétiques de la famille Syrphidae.
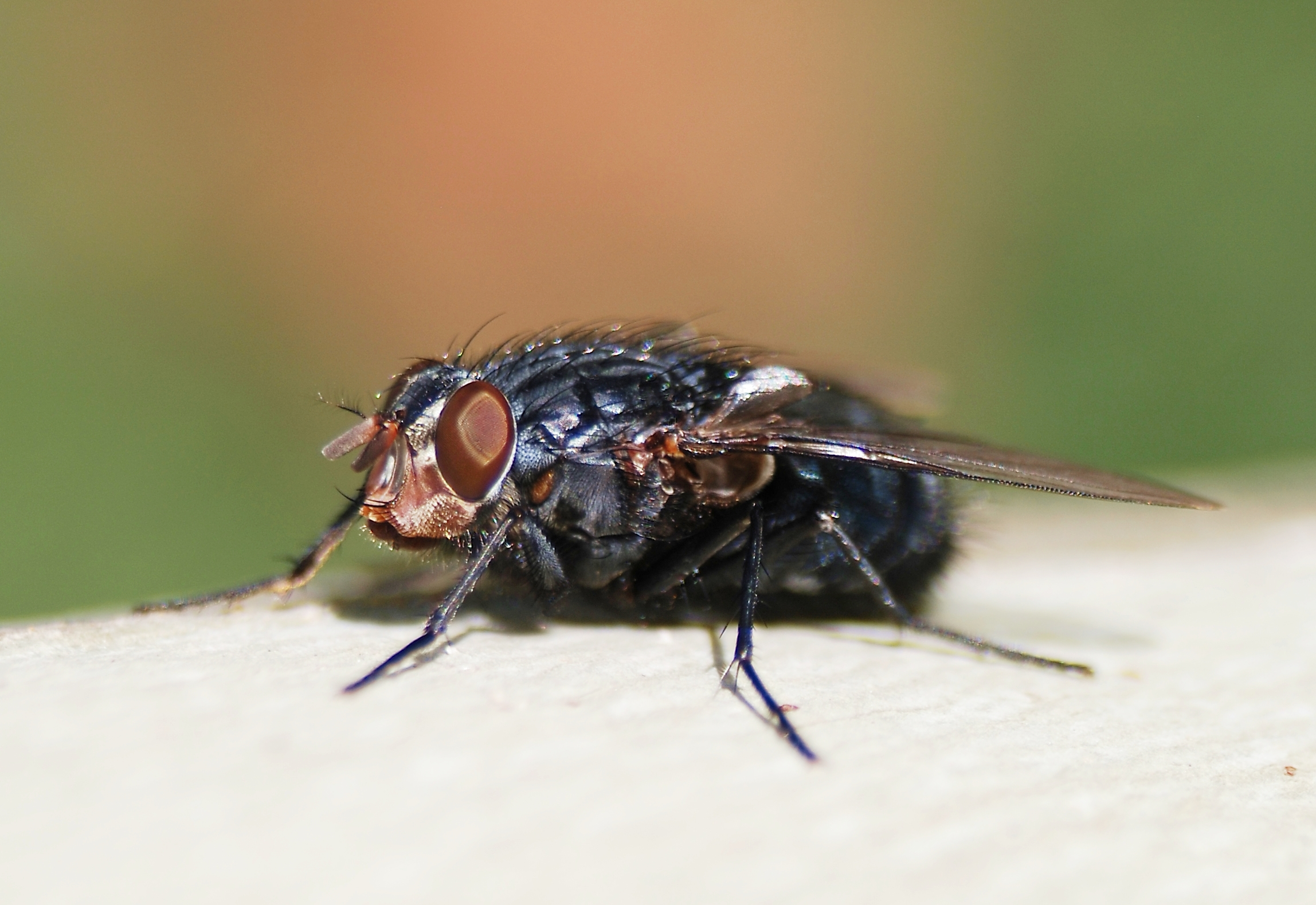
Vue rapprochée d'une Calliphora vicina.
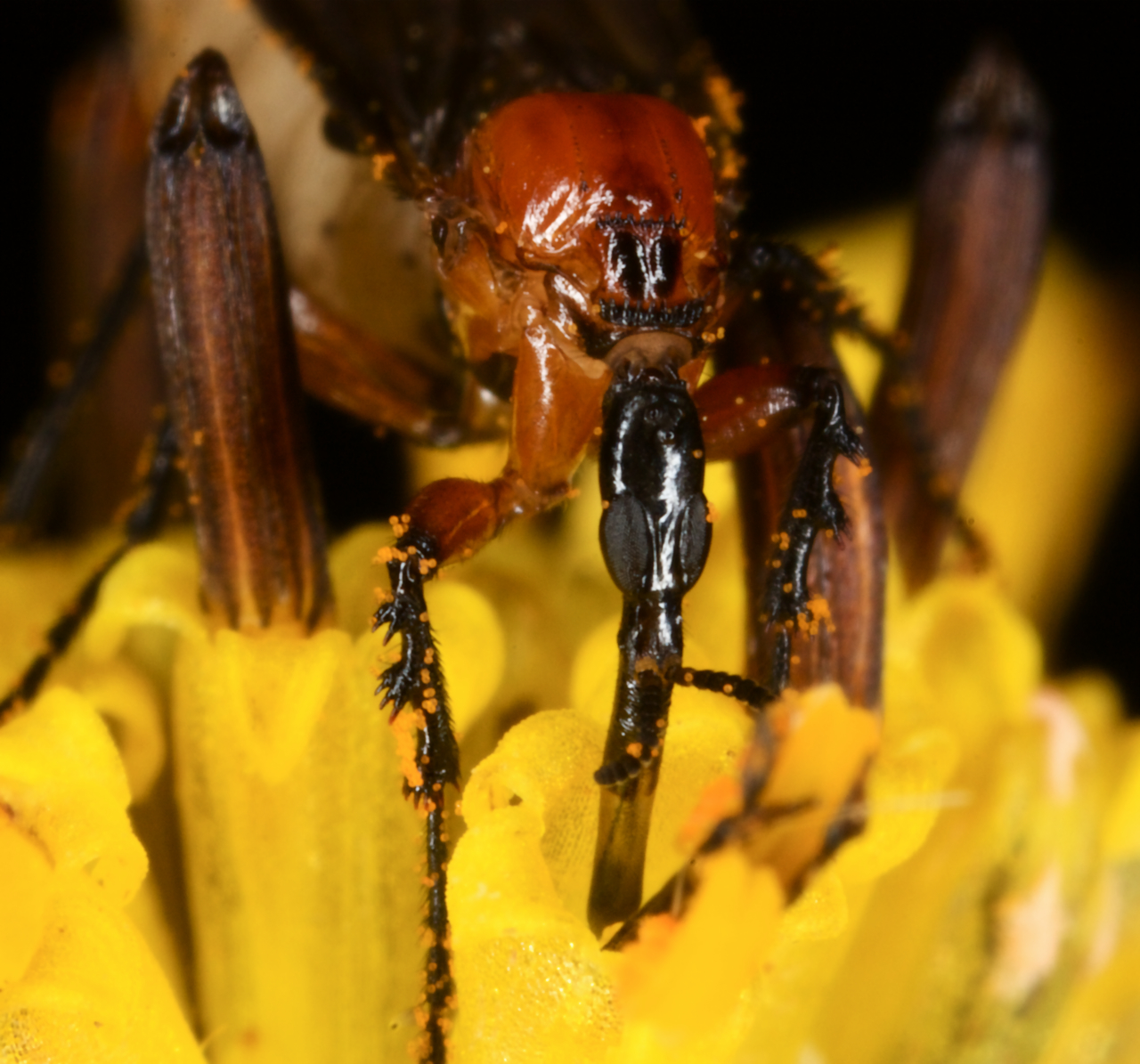
Les diptères sont aussi des pollinisateurs, comme le montre ici Plecia nearctica.
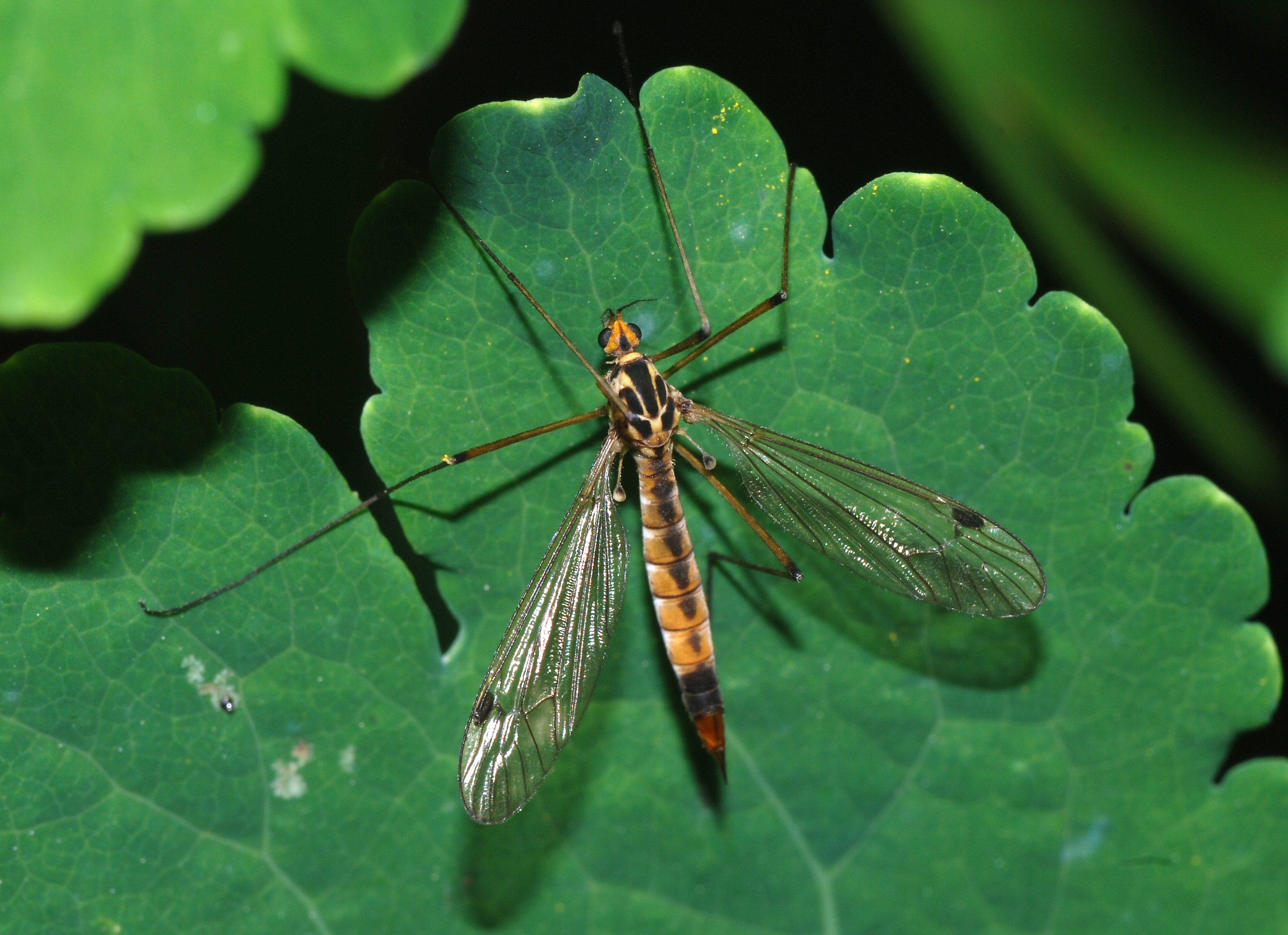
Les cousins bien que souvent appelés à tort moustiques sont totalement inoffensifs.
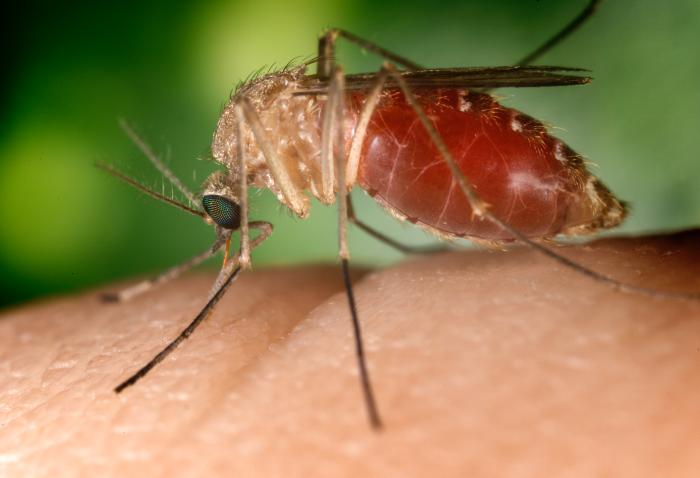
Les moustiques sont souvent vecteurs de maladies très virulentes. Ce Culex quinquefasciatus est le principal vecteur de la fièvre du Nil.

## Débat scientifique relatif à la phylogénie desDiptera
Le cladogramme montré ici suit les analyses moléculaires de Wiegmann et al. publiées en 2011, jusqu'aux familles. Les anciens taxa des Nématocères, des Aschiza, des Acalyptratae et plusieurs super-familles s'avèrent paraphylétiques.

## En savoir plus

### Sources bibliographiques de référence
- Brian M. Wiegmann, Michelle D. Trautwein, Isaac S. Winkler, Norman B. Barr, Jung-Wook Kim,Christine Lambkin, Matthew A. Bertone, Brian K. Cassel, Keith M. Bayless, Alysha M. Heimberg, Benjamin M. Wheeler, Kevin J. Peterson, Thomas Pape, Bradley J. Sinclair, Jeffrey H. Skevington, Vladimir Blagoderov, Jason Caravas, Sujatha Narayanan Kutty, Urs Schmidt-Ott, Gail E. Kampmeier, F. Christian Thompson, David A. Grimaldi, Andrew T. Beckenbach, Gregory W. Courtney, Markus Friedrich, Rudolf Meier et David K. Yeates : « Episodic radiations in the fly tree of life », P.N.A.S., vol. 108, n°21, 2011, pp.8731-8736
- David K. Yeates, Brian M. Wiegmann, Greg W. Courtney, Rudolf Meier, Christine Lambkin et Thomas Pape, « Phylogeny and systematics of Diptera: Two decades of progress and prospects », in Z.-Q. Zhang et W.A. Shear (éd.) (2007) « Linnaeus Tercentenary: Progress in Invertebrate Taxonomy », Zootaxa 1668, pp. 565-590

### Sources internet
- Assembling the Diptera Tree of Life
- Finding the Fly Tree of Life
- The Tree of Life Web Project
- NCBI Taxonomy Browser
- The Taxonomicon
- Mikko's Phylogeny Archive
- Palaeos.org
- Micro*scope